# Малицкий, Константин Львович
Константин Львович Малицкий (род. 20 мая 2000, Москва) — российский футболист, защитник белорусского клуба «Минск».

## Карьера

### «Химик» Светлогорск
Воспитанник московской СДЮШОР «Юность Москвы», позже продолжав юношескую карьеру в «Спартаке-2», «Строгино-2» и московском ФШМ. Позже футболист присоединился к юношеской команде клуба «Олимп-Долгопрудный». В августе 2019 года футболист перешёл в структуру «Урала», где продолжил выступать на юношеском уровне. В сентябре 2020 года футболист на правах свободного агента перешёл в светлогорский «Химик» из белорусской Первой лиги. Дебютировал за клуб футболист 26 сентября 2020 года в матче против «Орши», выйдя на замену на 87 минуте. На протяжении сезона футболист выступал за клуб в роли игрока замены, результативными действиями не отличившись. По итогу сезона футболист вместе с клубом завершил чемпионат на итоговом последнем месте, отправившись в стыковые матчи, где победили «Молодечно-2018». В январе 2021 года футболист покинул клуб.

### «Энергетик-БГУ»
В конце января 2021 года футболист перешёл в белорусский клуб «Энергетик-БГУ», подписав контракт до коцна сезона. В начале сезона футболист сразу же отправился в распоряжение дублирующего состава клуба. Начиная со второй половины сезона футболист начинал попадать в заявку основной команды клуба, однако на поле по итогу так и не вышел. В конце декабря 2021 года футболист приступил к подготовке к новому сезону в составе основной команды белорусского клуба. В январе 2022 года футболист продлил контракт с клубом ещё на сезон. Дебютировал за клуб футболист 23 апреля 2022 года в матче против «Ислочи», выйдя на замену на 84 минуте. Однако на протяжении сезона футболист так и не смог закрепиться в основной команде клуба, лишь в нескольких матчах появившись на поле на последних минутах. По итогу сезона футболист вместе с клубом стал серебряным призёром чемпионата. В декабре 2022 года футболист покинул клуб.

### «Тверь»
В июле 2023 года футболист на правах свободного агента присоединился к московским «Химкам», отправившись в молодёжную команду клуба «Химки-М». Однако спустя некоторое время футболист покинул московский клуб, так и не дебютировав за него. В конце июля 2023 года футболист присоединился к «Твери», подписав контракт до конца сезона. Дебютировал за клуб футболист 29 июля 2023 года в матче против вологодского «Динамо», выйдя на поле в стартовом составе. На протяжении сезона футболист выступал за тверской клуб в роли одного из ключевых игроков клуба, однако результативными действиями не отличился. По итогу сезона футболист вместе с клубом завершил чемпионат в конце турнирной таблицы в своей группе, однако сохранив прописку. По окончании сезона футболист покинул клуб.

### «Локомотив» Гомель
В феврале 2024 года футболист присоединился к тренировкам с гомельским «Локомотивом» из белорусской Первой лиги. В апреле 2024 года футболист официально присоединился к белорусскому клубу. Дебютировал за клуб футболист 28 апреля 2024 года в матче против «Островца», выйдя на замену на 79 минуте. По итогу сезона футболист вместе с клубом завершил чемпионат на итоговом двенадцатом месте в турнирной таблице. На протяжении сезона футболист выступал за гомельский клуб в рол иодного из основных игроков, результативными действиями не отличившись. В ноябре 2024 года футболист покинул клуб в связи с окончанием срока действия контракта.

### «Минск»
В январе 2025 года футболист проходил просмотр в столичном «Минске». В феврале 2025 года футболист официально на правах свободного агента присоединился к минскому клубу, подписав контракт до конца сезона. Новый сезон футболист начинал на скамейке запасных, а в конце марта 2025 года отправился в расположение второй команды. Дебютный матч за вторую команду клуба футболист сыграл 30 марта 2025 года против «Островца», выйдя на поле в стартовом составе. за основную команду клуба футболист дебютировал 1 июня 2025 года в матче против «Сморгони», выйдя на замену на 87 минуте.